# Töchter des Königs

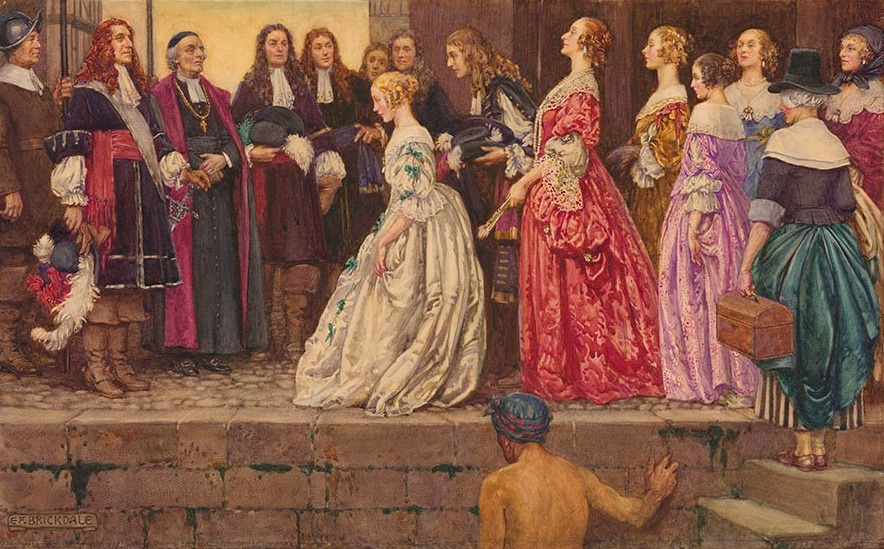
Intendant Jean Talon, Bischof François de Montmorency-Laval und verschiedene Siedler heißen die „Töchter des Königs“ willkommen. Gemälde von Eleanor Fortescue-Brickdale.

Die Töchter des Königs (französisch filles du Roi bzw. filles du Roy) ist ein Begriff, der für rund 800 junge französische Frauen verwendet wurde, die zwischen 1663 und 1673 nach Neufrankreich auswanderten. Das von König Louis XIV. finanzierte Auswanderungsprogramm sollte dort das Bevölkerungswachstum ankurbeln. Einerseits sollten männliche Immigranten dazu ermuntert werden, sich in Neufrankreich niederzulassen, andererseits sollte durch das Fördern von Ehen die Gründung von Familien und die Geburt von Kindern erleichtert werden. Frauen und Mädchen wanderten auch vor und nach dieser Zeitspanne nach Neufrankreich aus, gelten aber nicht als filles du roi. Der Begriff trifft nur auf jene Personen zu, die aktiv von der Regierung angeworben wurden und deren Überfahrt sowie deren Mitgift vom König finanziert wurden. Die Frauen stammten überwiegend aus bescheidenen Verhältnissen und zu etwa vier Fünfteln aus Städten.

## Die Ursachen der Auswanderung junger Frauen nach Neufrankreich

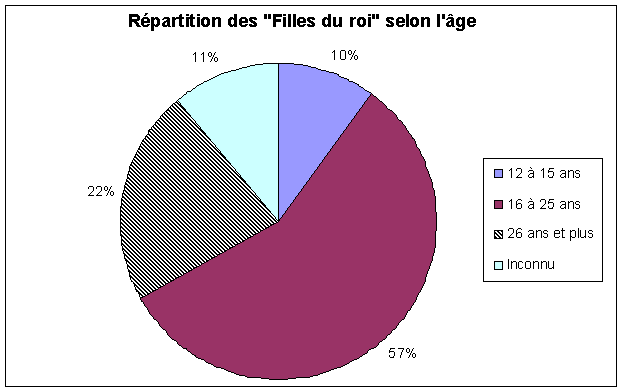
Mehr als die Hälfte der filles du Roi waren 16 bis 25 Jahre alt

Das im heutigen Kanada gelegene Neufrankreich war in den ersten Jahrzehnten seines Bestehens eine Männerwelt – eine von Soldaten, Trappern und Priestern bevölkerte Provinz, die Frauen wenig zu bieten hatte. Mit der Zeit wurde in der Kolonie auch Landwirtschaft betrieben, was den Frauen mehr Möglichkeiten eröffnete. Mitte des 17. Jahrhunderts bestand aber weiterhin ein großes Ungleichgewicht zwischen alleinstehenden Männern und Frauen. Die wenigen Immigrantinnen mussten ihre Überfahrt selbst bezahlen und nur wenige alleinstehende Frauen wollten ihre gewohnte Umgebung verlassen, um sich im rauen Neufrankreich niederzulassen. Um das Bevölkerungswachstum anzukurbeln und die Anzahl der Familien zu erhöhen, schlug Intendant Jean Talon vor, dass der König die Überfahrt von mindestens 500 Frauen finanziere. König Louis XIV. stimmte zu und finanzierte schließlich rund 800 Überfahrten. Die Frauen waren überwiegend zwischen 16 und 25 Jahren alt, etwa ein Zehntel zwischen 12 und 15 Jahren, etwa ein Viertel 26 Jahre oder älter.
Marguerite Bourgeoys war die erste, die in ihren Aufzeichnungen den Begriff filles du Roi verwendete. Es wurde unterschieden zwischen den „Töchtern des Königs“, die auf Kosten des Königs nach Neufrankreich transportiert wurden und eine Mitgift erhielten, sowie jenen Frauen, die aus eigenem Antrieb und auf eigene Kosten auswanderten. Eine Untersuchung des Historikers Yves Landry ergab, dass sich in den Jahren 1663 bis 1673 zwischen 770 und 850 filles du Roi in Neufrankreich niederließen.

## Die königliche Mitgift
Die Bezeichnung „Töchter des Königs“ kennzeichnete die Patronage durch den König, nicht etwa königliche oder adelige Herkunft. Eine fille du Roi erhielt die Unterstützung des Königs in mehrfacher Hinsicht. Er bezahlte der Französischen Ostindienkompanie hundert Livres für die Überfahrt, ebenso stattete er die Frau mit einer Truhe aus, die die Aussteuer enthielt: ein Wintermantel, eine Jacke, eine Bluse, vier Unterröcke, zwei Paar Strümpfe, ein Paar Schuhe, ein Kamm, eine Bürste, eine Schere, zwei Messer, zehn Nähnadeln, vier Rollen Garn und Haarnadeln sowie 50 Livres in barem Geld. Ursprünglich war eine Mitgift von 400 Livres vorgesehen. Da das Schatzamt die erforderliche Summe jedoch nicht vorschießen konnte, erhielten viele der Frauen stattdessen Sachspenden.:S. 73–75 Zur Hochzeit erhielt das junge Paar zudem eine Grundausstattung an Vieh: eine Kuh, sechs Schafe und zwölf Hühner.

## Die regionale und soziale Herkunft derfilles du Roi
Wie die meisten Auswanderer jener Epoche stammten die filles du Roi zu etwa 80 % aus der Region Paris, aus der Normandie und von der Westküste (Provinzen Aunis, Poitou und Saintonge).:S. 54 Das Pariser Hôpital général, insbesondere das Hôpital de la Salpêtrière und die dortige Pfarrei St-Sulpice organisierten besonders viele filles du Roi.:S. 57–58 Aus diesem Grund stammten die meisten dieser Frauen aus der Stadt.:S. 108 Einige kamen aus anderen europäischen Ländern, darunter Deutschland, England und Portugal.:S. 22, 103, 115, 117, 126
Die Mehrzahl dieser Frauen waren Untertanen aus bescheidenen Verhältnissen. Viele der Frauen waren Waisen mit sehr wenig persönlichem Besitz und mit überwiegend schlechten Lese- und Schreibfähigkeiten. Manche stammten aus verarmten adligen Familien, andere aus Familien mit „überschüssigen“ Töchtern. Die Behörden vermittelten üblicherweise Frauen aus höheren sozialen Schichten direkt an Offiziere oder in Neufrankreich lebende Adlige. Sie hofften, dass die Adligen die jungen Frauen heiraten und sich zum Verbleib in Kanada entscheiden würden, anstatt nach Hause zurückzukehren.:S. 68
Die als filles du Roi ausgewählten Frauen mussten strengen Anforderungen genügen. Sie mussten „moralisch einwandfrei“ und gesund genug sein, um die von ihnen erwartete harte Arbeit als Kolonistinnen zu überleben. Die Kolonialbehörden schickten mehrere filles du Roi nach Frankreich zurück, da sie den vom König und vom Intendanten festgelegten Anforderungen nicht genügten.:S. 212

## Integration
Die „Töchter des Königs“ gingen in Québec, Trois-Rivières und Montreal an Land. Nach ihrer Ankunft ließen sie sich unterschiedlich lange Zeit, um einen geeigneten Ehemann zu finden. Einige heirateten bereits nach wenigen Monaten, bei anderen dauerte dies bis zu zwei oder drei Jahre.:S. 131 Die meisten Paare verlobten sich offiziell in der Kirche, in Anwesenheit des Pfarrers und von Zeugen. Einige verlobte Paare gingen danach zu einem Notar, um einen Ehevertrag abzuschließen.:S. 145–146 Eheverträge boten verlobten Frauen eine gewisse Sicherheit. Sie waren finanziell abgesichert, sollte ihnen oder dem zukünftigen Ehemann etwas zustoßen. Außerdem stand es ihnen frei, das Eheversprechen zu annullieren, falls der auserkorene Ehepartner nicht den Vorstellungen entsprach.:S. 150 Die Ehen wurden üblicherweise durch den Pfarrer jener Pfarrei geschlossen, in der sich der Wohnort der Ehefrau befand.:S. 140 Rund 737 filles du Roi schlossen in Neufrankreich den Ehebund. 230 von ihnen stammten aus der Salpêtrière, also ganz armen Verhältnissen, oder sie waren Prostituierte, was heute nicht mit vollkommener Sicherheit belegt werden kann.

## Das Ende der Förderung
Ende 1671 war Jean Talon der Meinung, dass es im folgenden Jahr nicht mehr notwendig sei, jungen Frauen die Überfahrt zu bezahlen. Der König teilte diese Ansicht und stellte die Finanzierung ein. Die staatlich unterstützte Einwanderung ging 1673 für kurze Zeit weiter, als der König auf Wunsch des neuen Gouverneurs Louis de Buade de Frontenac nochmals 60 Frauen schickte. Danach gab es keine filles du Roi mehr und die Einwanderung wurde wieder zur Privatsache.

## Louisiana
In der französischen Kolonie Louisiana war um 1700 der Begriff Filles à la cassette, also Schatullenmädchen, üblich, wegen der erhaltenen Erstausstattung.

## Würdigung
Da diese Einwanderung zur Verringerung des zahlenmäßigen Ungleichgewichts zwischen Männern und Frauen führte und damit eine entscheidende Rolle bei der Besiedlung Neufrankreichs spielte, wurde das Ereignis am 8. Juni 2007 durch die kanadische Regierung, auf Vorschlag des Historic Sites and Monuments Board of Canada, zu einem „nationalen historischen Ereignis“ erklärt. Gedenktafeln zu Ehren dieser Frauen befinden sich im historischen Viertel Vieux-Québec (Maison Barbel) und in Montréal (Maison Saint-Gabriel).